# Пегг, Дэвид
Дэ́вид Пегг (англ. David Pegg; 20 сентября 1935, Донкастер, Англия — 6 февраля 1958, Мюнхен, ФРГ) — английский футболист, левый полузащитник. Один из восьмерых футболистов «Манчестер Юнайтед», погибших в мюнхенской авиакатастрофе 6 февраля 1958 года.

## Биография
Был одним из «малышей Басби», выигравших два чемпионских титула Первого дивизиона в сезонах, предшествующих мюнхенской трагедии, 1955/56 и 1956/57. Он также сыграл один матч за сборную Англии незадолго до своей смерти. Пегг рассматривался многими как идеальная замена в сборной Англии стареющему Тому Финни. Он скончался в возрасте 22 лет, став одним из самых молодых жертв авиакатастрофы в Мюнхене, в которой погибло 23 человека.
Дэвид Пегг родился в деревне Хайфилдс к северу от Донкастера в Южном Йоркшире. Похоронен он был на местном кладбище Редхаус. В память о нём было установлено мемориальное кресло в Церкви им. Св. Георгия в Хайфилдс, а после закрытия этой церкви кресло перенесли в Церковь Всех Святых в Вудлендс, которая сейчас обслуживает обе деревни.
Сестра Пегга, миссис Ирэн Биверс, снялась в документальном фильме 1998 года Munich: End of a Dream, который был снят к 40-летней годовщине трагедии.

## Достижения
Манчестер Юнайтед
- Чемпион Первого дивизиона (2): 1955/56, 1956/57
- Обладатель Суперкубка Англии (2): 1956, 1957
- Итого: 4 трофея

## Статистика выступлений
| Клуб              | Сезон            | Лига | Лига | Кубок Англии | Кубок Англии | Кубок чемпионов | Кубок чемпионов | Суперкубок Англии | Суперкубок Англии | Итого | Итого |
| Клуб              | Сезон            | Игры | Голы | Игры         | Голы         | Игры            | Голы            | Игры              | Голы              | Игры  | Голы  |
| ----------------- | ---------------- | ---- | ---- | ------------ | ------------ | --------------- | --------------- | ----------------- | ----------------- | ----- | ----- |
| Манчестер Юнайтед | 1952/53          | 19   | 4    | 2            | 0            | -               | -               | 0                 | 0                 | 21    | 4     |
| Манчестер Юнайтед | 1953/54          | 9    | 0    | 0            | 0            | -               | -               | 0                 | 0                 | 9     | 0     |
| Манчестер Юнайтед | 1954/55          | 6    | 1    | 0            | 0            | -               | -               | 0                 | 0                 | 6     | 1     |
| Манчестер Юнайтед | 1955/56          | 35   | 9    | 1            | 0            | -               | -               | 0                 | 0                 | 36    | 9     |
| Манчестер Юнайтед | 1956/57          | 37   | 6    | 6            | 0            | 8               | 1               | 1                 | 0                 | 52    | 7     |
| Манчестер Юнайтед | 1957/58          | 21   | 4    | 0            | 0            | 4               | 3               | 1                 | 0                 | 26    | 7     |
| Всего за карьеру  | Всего за карьеру | 127  | 24   | 9            | 0            | 12              | 4               | 2                 | 0                 | 150   | 28    |